# El Salvador en los Juegos Olímpicos de París 2024
El Salvador estuvo representado en los Juegos Olímpicos de París 2024 por ocho deportistas, siete hombres y una mujer, que compitieron en siete deportes.
Los portadores de la bandera en la ceremonia de apertura fueron el jugador de bádminton Uriel Canjura y la nadadora Celina Márquez. El equipo olímpico salvadoreño no obtuvo ninguna medalla en estos Juegos.